# Plaza de toros de Maputo
La Plaza de toros de Maputo es uno de las 8 Plaza de toros en África, junto con de Tánger, la de Luanda, la de Melilla, la de Uchda, la de Villa Sanjurjo y la de Orán.
Ricardo Chibanga, el primer torero negro africano vio peleas aquí de niño.